# Armênia bizantina
Armênia (português brasileiro) ou Arménia (português europeu) bizantina, às vezes chamada Armênia Ocidental, é a porção armênia do Império Bizantino. O tamanho do território variou com o tempo, dependendo do grau de controle que os bizantinos tinham sobre a Armênia. Os impérios Bizantino e Sassânida dividiram a Armênia em 387 e em 428. A Armênia Ocidental manteve-se sob controle bizantino, e a Oriental sob controle sassânida. Mesmo após o estabelecimento do Reino da Armênia sob a dinastia Bagratúnio, partes da Armênia história e áreas habitadas por armênios ainda estavam sob controle bizantino.
Os armênios não tiveram representação do Concílio Ecumênico da Calcedônia em 451, porque eles estavam lutando contra os sassânidas em uma rebelião armada. Por esta razão, surgiu um desvio teológico entre a Cristandade Bizantina e Armênia. Independentemente disso, muitos armênios tornaram-se bem sucedidos no Império Bizantino. A proximidade da capital oriental com a Armênia atraiu para as margens do Bósforo um grande número de armênios, e por três séculos eles desempenharam uma parte distinta na história do Império Bizantino. Cerca de 10 imperadores bizantinos eram etnicamente armênios, meio-armênios, parte-armênios ou possivelmente armênios; embora culturalmente gregos. O melhor exemplo disto é o imperador Heráclio (r. 610-641), cujo pai foi armênio e a mãe capadócia. O imperador Heráclio iniciou a dinastia heracliana (610-717). Basílio I, o Macedônio (r. 867-886) é outro exemplo de um armênio começando uma dinastia; a dinastia macedônica. Outros grandes imperadores foram Romano I Lecapeno (r. 920-944), Nicéforo II Focas (r. 963-969) e João I Tzimisces (r. 969-976).

## Contingentes armênios no exército bizantino
A Armênia fez grandes contribuições à Bizâncio através de suas tropas de soldados. O império estava precisando de um bom exército e estava constantemente ameaçado. O exército foi relativamente pequeno, nunca excedendo 150.000 homens. O exército foi enviado para diferentes partes do império, e tomou parte nas batalhas mais ferozes e nunca excedeu 20.000 ou 30.000 homens. Do século V em diante os armênios foram considerados como os principais constituintes do exército bizantino. Procópio de Cesareia relata que os membros da Escola palatina, a guarda do imperador, "foram selecionados dentre os armênios mais corajosos".
Soldados armênios no exército bizantino são citados durante os séculos seguintes, especialmente durante os século IX-X, que pode ter sido o período de maior participação dos armênios no exército bizantino. Historiadores bizantinos e árabes são unânimes em reconhecer o significado dos soldados armênios. Charles Diehl, por exemplo, escreve "As unidades armênias, particularmente durante este período, foram numerosas e bem treinadas." Outro historiador bizantino elogia o papel decisivo que a infantaria armênia desempenhou nas vitórias dos imperadores Nicéforo II Focas e João I Tzimisces.
Naquela época, os armênios serviram lado a lado com escandinavos que estavam no exército bizantino. Este primeiro encontro entre os moradores das montanhas armênios e os povos do norte tem sido discutido por Nansen, que traz este dois elementos mais próximos uns dos outros e registra: "foram os armênios que junto com nossos antepassados escandinavos fizeram as unidades de assalto do Império Bizantino." Além disso, Bussel sublinha as similaridades na maneira de pensar e o espírito dos senhores feudais armênios e os guerreiros do norte. Ele afirma que, em ambos os grupos, havia uma estranha ausência e ignorância de governo e interesse público e ao mesmo tempo um interesse igualmente grande em obtenção de distinções pessoais e uma lealdade para com seus mestres e líderes.